# Рудерсдаль (коммуна)
Рудерсдаль (дат. Rudersdal Kommune) — датская коммуна в составе области Ховедстаден. Площадь — 73,34 км², что составляет 0,17 % от площади Дании без Гренландии и Фарерских островов. Численность населения на 1 января 2008 года — 53 869 чел. (мужчины — 25 999, женщины — 27 870).

## История
Коммуна была образована в 2007 году из следующих коммун:
- Сёллерёд (Søllerød)
- Биркерёд (Birkerød)

## Железнодорожные станции
- Биркерёд (Birkerød)
- Хольте (Holte)
- Нерум (Nærum)
- Скодсборг (Skodsborg)
- Ведбек (Vedbæk)

## Изображения

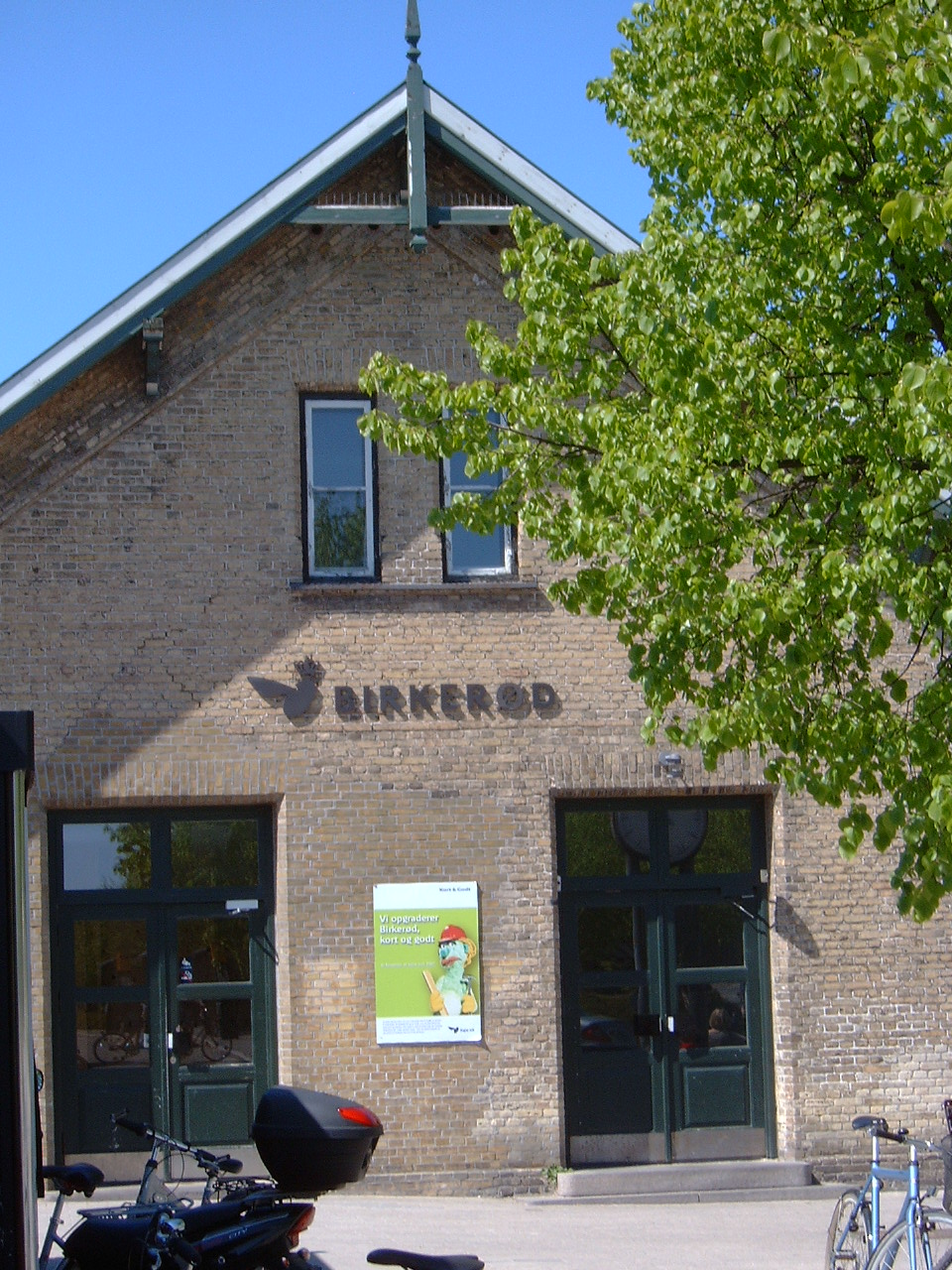
Биркерёд
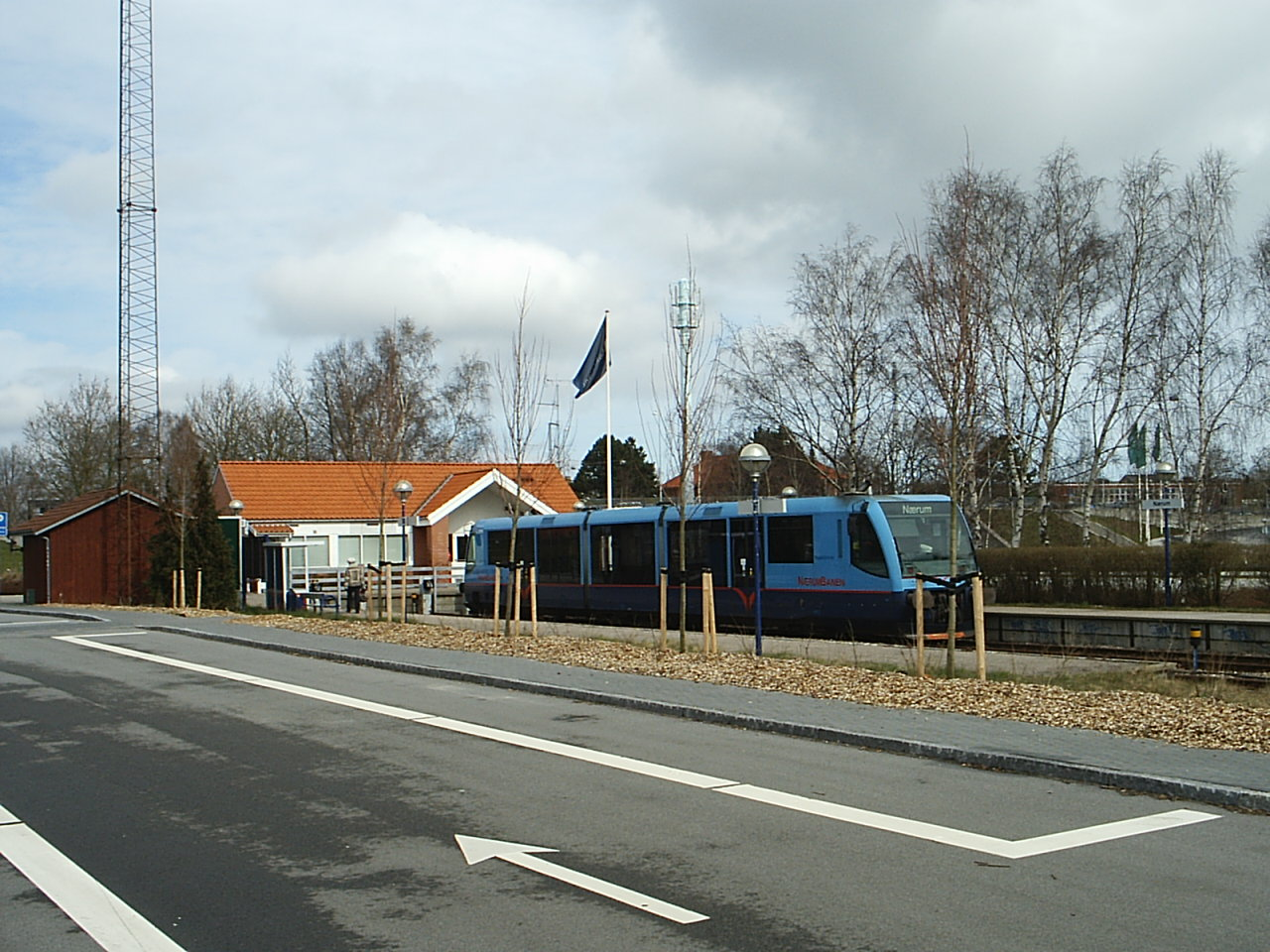
Нерум